# Dolores García-Hierro Caraballo
Dolores García-Hierro Caraballo (* 16. Mai 1958 in Urda (Toledo)) ist eine spanische Politikerin der Partido Socialista Obrero Español.

## Leben
Von 1996 bis 2007 war Caraballo Mitglied der spanischen Abgeordnetenkammer. Am 1. Dezember 2011 rückte sie in das Europäische Parlament bei der Erweiterung des Parlamentes nach.